# Teen Beach Movie
Série Teen Beach
Teen Beach 2
(2015)
Pour plus de détails, voir Fiche technique et Distribution.
Teen Beach Movie, ou Film d'ados à la plage (vidéo) et Teen Beach 1 (TV) au Québec, est un téléfilm américain de la collection des Disney Channel Original Movie, réalisé par Jeffrey Hornaday et diffusé en 2013 sur Disney Channel.
Il est suivi par un deuxième volet, Teen Beach 2, toujours réalisé par Jeffrey Hornaday et sorti pour 2015.

## Synopsis
Brady et Mack sont deux surfeurs amoureux l'un de l'autre. Brady est fan de la comédie musicale Wet Side Story (version surfeur/motard du célèbre West Side Story). Mack, elle, trouve cette comédie musicale stupide. Après la mort de la mère de Mack, la jeune fille doit rentrer chez elle avec sa tante pour reprendre ses études. Mais elle veut surfer une dernière fois ; et nos deux héros vont se retrouver emportés par une vague dans une autre dimension : dans la comédie musicale. Cependant, sans le faire exprès, les deux personnages principaux du film, Lela et Tanner, vont tomber amoureux de la mauvaise personne : Lela pour Brady et Tanner pour Mack. Ils essaient donc de les rapprocher, pour remodifier le film et ainsi pouvoir retourner chez eux dans le futur.

## Fiche technique
- Titre original et français : Teen Beach Movie
- Titre québécois : Film d'ados à la plage (vidéo) ; Teen Beach 1 (TV)
- Réalisation : Jeffrey Hornaday
- Scénario : Vince Marcello et Mark Landry
- Direction artistique : Wing Lee
- Décors : Vera Mills
- Costumes : Ruth E. Carter
- Photographie : Mark Irwin
- Montage : David Finfer
- Musique : David Lawrence
- Chorégraphie : Jeffrey Hornaday
- Production : Robert F. Phillips
- Société de production : Rainforest Productions et Disney Channel
- Société de distribution :
  -  États-Unis : Disney Channel (télévision) ; The Walt Disney Company (globale)
  -  France : Disney Channel France (télévision) ; The Walt Disney Company France (globale)
- Langue : anglais
- Durée : 95 minutes
- Budget : 8 000 000 $
- Dates de première diffusion :
  -  États-Unis /  Canada : 19 juillet 2013
  -  Québec : 30 août 2013
  -  France : 17 septembre 2013

## Distribution
- Ross Lynch (VFB : Maxime Donnay) : Brady
- Maia Mitchell (VFB : Nancy Philippot) : McKenzie « Mack »
- Grace Phipps (VFB : Maïa Baran) : Lela
- Garrett Clayton (VFB : Christophe Hespel) : Tanner
- John DeLuca (VFB : Antoni Lo Presti) : Butchy
- Chrissie Fit (VFB : Delphine Chauvier) : Cheechee
- Barry Bostwick : Big Poppa
- Suzanne Cryer : Antoinette Fox
- Steve Valentine (VFB : Michelangelo Marchese) : Lester Buckingham (Les Camembert en V.O)
- Kevin Chamberlin (VFB : Michel Hinderyckx) : Dr Fusion
- Jordan Fisher (VFB : Karim Barras) : Seacat
- Mollee Gray (VFB : Laetitia Liénart) : Giggles
- Kent Boyd (VFB : Emmanuel Dekoninck) : Rascal
- Jessica Lee Keller (VFB : Élisabeth Guinand) : Struts
- William T. Loftis (VFB : Olivier Prémel) : Lugnut
- LaVon Fisher-Wilson (VFB : Aya Kasasa) : Big Momma

## Bande originale
La bande originale sort le 13 juillet 2013. L'album devient la quatrième bande originale la plus vendue en 2013 aux États-Unis, avec 407 000 copies vendues sur l'année. L'album se classe troisième au Billboard 200 Charts.

### Chansons
| No  | Titre                     | Artiste(s)                                                    | Durée |
| --- | ------------------------- | ------------------------------------------------------------- | ----- |
| 1.  | Oxygen                    | Maia Mitchell                                                 | 3:01  |
| 2.  | Surf Crazy                | Garrett Clayton, Keely Hawkes et le « Teen Beach Movie Cast » | 3:02  |
| 3.  | Cruisin' for a Bruisin'   | Ross Lynch, Jason Evigan (en) et Grace Phipps                 | 3:15  |
| 4.  | Falling for Ya            | Grace Phipps                                                  | 3:12  |
| 5.  | Meant to Be               | Ross Lynch, Garrett Clayton, Maia Mitchell et Grace Phipps    | 3:45  |
| 6.  | Like Me                   | Ross Lynch, Garrett Clayton, Maia Mitchell et Grace Phipps    | 3:18  |
| 7.  | Meant to Be (1re reprise) | Garrett Clayton, Grace Phipps                                 | 1:40  |
| 8.  | Can't Stop Singing        | Maia Mitchell et Ross Lynch                                   | 2:25  |
| 9.  | Meant to Be (2e reprise)  | Ross Lynch, Maia Mitchell                                     | 0:34  |
| 10. | Surf's Up                 | Ross Lynch, Maia Mitchell et le « Teen Beach Movie Cast »     | 3:01  |
| 11. | Coolest Cats in Town      | Spencer Lee, Jason Evigan, et Grace Phipps                    | 2:45  |
| 12. | Surf Crazy Finale         | « Teen Beach Movie Cast »                                     | 2:31  |
| 13. | Cruisin' for a Bruisin'   | (karaoké)                                                     | 3:15  |
| 14. | Falling For Ya            | (karaoké)                                                     | 3:12  |
| 15. | Surf's Up                 | (karaoké)                                                     | 2:58  |

## Anecdotes
- Ce film rend hommage à cinq films : High School Musical, Grease, West Side Story, Retour vers le futur et Beach Blanket Bingo.[réf. nécessaire]
- À la fin du film, on peut apercevoir sur le téléphone portable du surfer une photo de Justin Bieber.
- La réplique préférée des surfers est Cowabunga.[réf. nécessaire]
- Les chansons Like Me et Cruisin' for a Bruisin' sont respectivement un hommage aux chansons Summer Nights et Greased Lightnin du film Grease.[réf. nécessaire]
- Vers la fin de la chanson Fallin' for Ya, quand on voit Tanner parler avec Mack, on entend toujours la voix de Grace Phipps en train de chanter mais vu qu'elle discute avec Brady elle ne chante plus ce qui signifie que la scène de Lela et Brady se déroule après celle de Mack et Tanner car Brady parle encore à Lela lorsque Mack vient le voir.
- Spencer Lee et Jason Evigan doublent Garrett Clayton et John DeLuca pour les chansons.
- Dans Meant To Be et Surf Crazy on voit une surfeuse danser alors que dans le reste du film elle est motarde.
- Une suite Teen Beach 2 a été diffusé le 26 juin 2015 sur Disney Channel.